# 2024년 일본 프로 야구 올스타전
2024년 일본 프로 야구 올스타전은 2024년 7월 23일과 7월 24일에 열린 일본 프로 야구의 올스타전 경기이다.

## 개요
2017년 이후 마이나비의 특별 협찬으로 ‘마이나비 올스타 게임 2024’(マイナビオールスターゲーム2024)라는 이름으로 개최됐다.
금년도는 전년도부터 실시되고 있는 플러스 원 투표에 더해 팬 투표도 NPB 공식 홈페이지를 통해 스마트뉴스에서도 투표할 수 있다.
전년도와 마찬가지로 두 차례의 경기가 열렸고 전 경기 모두 지명타자제가 채택됐다. 1차전은 퍼시픽 리그 주최, 2차전은 센트럴 리그 주최로 개최됐다.
1차전에서는 신조 쓰요시 감독의 제안에 따라 닛폰햄 선수들이 역대 유니폼을 착용하고 경기에 임했다.
- 야마사키 사치야 : 신조 쓰요시 감독 디자인 유니폼 (2023년)
- 가와노 류세이 : 닛폰햄 초대 유니폼(1974년 전기)
- 다나카 세이기 : 홋카이도 이전 후 초대 유니폼(2004년~2010년)
- 다미야 유아 : 현행 유니폼(2022년~현재)
- 아리엘 마르티네즈 : 도쿄 시대 중기 유니폼(1982년~1992년)
- 가미카와바타 다이고 : 도쿄 시대 전기 유니폼(1974년 후기~1981년)
- 군지 유야 : 도쿄 시대 후기 유니폼(1993년~2003년)
- 만나미 추세이 : 에스콘 필드 1주년 유니폼
- 미즈타니 슌 : 파이터스 50주년 유니폼
- 미즈노 다쓰키(출전 포기) : 홋카이도 이전 후 2대째 유니폼 (2011년~2021년)

## 일정
- 1차전 : 7월 23일

에스콘 필드 HOKKAIDO(주관 구단: 홋카이도 닛폰햄 파이터스, 첫 개최)
- 2차전 : 7월 24일

메이지 진구 야구장(주관 구단: 도쿄 야쿠르트 스왈로스, 2013년 2차전 이후 11년 만에 17번째)
1. 금년도 1차전은 퍼시픽 올스타팀의 홈팀으로 취급하며(1루측), 2차전은 센트럴 올스타팀의 홈팀으로 취급한다(1루측, 두 경기 모두 원정팀은 3루측).
2. 2차전 우천 예비일을 7월 25일로 예정돼 있었다.

## 특별 행사
- 홈런 더비
- 야구 전당 헌액식(1차전 시작 전)

참석자 : 다니시게 모토노부(선수 부문 헌액자), 구로다 히로키(선수 부문 헌액자), 다니무라 도모이치(특별 헌액, 고인을 위해 유족이 대리 참석)

## 출장 선수
| 범례 - 굵은 글씨 : 팬 투표에 의한 출장 - ※ : 선수간 투표에 의한 출장 - ☆ : 플러스 원 투표에 의한 출장 - ▲ : 출장 사퇴 선수 발생에 의한 보충 선수 - 그 외에는 감독 추천에 의한 출장 |

| 센트럴 리그 | 센트럴 리그        | 센트럴 리그 | 센트럴 리그 |
| ----------- | ------------------ | ----------- | ----------- |
| 감독        | 오카다 아키노부    | 한신        |             |
| 코치        | 아라이 다카히로    | 히로시마    |             |
| 코치        | 미우라 다이스케    | DeNA        |             |
| 선발 투수   | 사이키 히로토      | 한신        | 첫 출장     |
| 중간 계투   | 이와자키 스구루    | 한신        | 4           |
| 마무리 투수 | R. 마르티네스      | 주니치      | 3           |
| 투수        | 도고 쇼세이※       | 요미우리    | 4           |
| 투수        | 기리시키 다쿠마    | 한신        | 첫 출장     |
| 투수        | 오세라 다이치      | 히로시마    | 3           |
| 투수        | 구리바야시 료지    | 히로시마    | 3           |
| 투수        | 도코다 히로키      | 히로시마    | 3           |
| 투수        | 아즈마 가쓰키      | DeNA        | 3           |
| 투수        | 모리하라 고헤이    | DeNA        | 첫 출장     |
| 투수        | 야마사키 이오리    | 요미우리    | 첫 출장     |
| 투수        | 요시무라 고지로    | 야쿠르트    | 첫 출장     |
| 투수        | 오니시 히로키      | 야쿠르트    | 첫 출장     |
| 투수        | 다카하시 히로토    | 주니치      | 첫 출장     |
| 투수        | 마쓰야마 신야      | 주니치      | 첫 출장     |
| 포수        | 야마모토 유다이※   | DeNA        | 첫 출장     |
| 포수        | 사카쿠라 쇼고      | 히로시마    | 2           |
| 1루수       | 오카모토 가즈마※   | 요미우리    | 6(1)        |
| 2루수       | 마키 슈고※         | DeNA        | 3           |
| 3루수       | 무라카미 무네타카※ | 야쿠르트    | 4           |
| 유격수      | 나가오카 히데키※   | 야쿠르트    | 3           |
| 내야수      | 나카노 다쿠무      | 한신        | 4           |
| 내야수      | 고조노 가이토      | 히로시마    | 2           |
| 내야수      | T. 오스틴▲         | DeNA        | 첫 출장     |
| 내야수      | 미야자키 도시로    | DeNA        | 4           |
| 외야수      | 지카모토 고지※     | 한신        | 5(1)        |
| 외야수      | 호소카와 세이야※   | 주니치      | 2           |
| 외야수      | 쓰쓰고 요시토모    | DeNA        | 6(1)        |
| 외야수      | 와타라이 류키☆     | DeNA        | 첫 출장     |
| 외야수      | D. 산타나※         | 야쿠르트    | 첫 출장     |
| 외야수      | 아키야마 쇼고      | 히로시마    | 7           |
| 외야수      | 마루 요시히로      | 요미우리    | 8(1)        |

| 퍼시픽 리그 | 퍼시픽 리그         | 퍼시픽 리그 | 퍼시픽 리그 |
| ----------- | ------------------- | ----------- | ----------- |
| 감독        | 나카지마 사토시     | 오릭스      |             |
| 코치        | 요시이 마사토       | 지바 롯데   |             |
| 코치        | 고쿠보 히로키       | 소프트뱅크  |             |
| 선발 투수   | 야마사키 사치야※    | 닛폰햄      | 2           |
| 중간 계투   | 가와노 류세이       | 닛폰햄      | 첫 출장     |
| 마무리 투수 | 다나카 세이기       | 닛폰햄      | 2           |
| 투수        | A. 에스피노자       | 오릭스      | 첫 출장     |
| 투수        | A. 마차도▲          | 오릭스      | 첫 출장     |
| 투수        | C.C. 메르세데스     | 지바 롯데   | 첫 출장     |
| 투수        | 스즈키 쇼타         | 지바 롯데   | 첫 출장     |
| 투수        | 아리하라 고헤이     | 소프트뱅크  | 3           |
| 투수        | 오쓰 료스케         | 소프트뱅크  | 첫 출장     |
| 투수        | 마쓰모토 유키       | 소프트뱅크  | 첫 출장     |
| 투수        | 노리모토 다카히로   | 라쿠텐      | 6           |
| 투수        | 후지이 마사루       | 라쿠텐      | 첫 출장     |
| 투수        | 이마이 다쓰야       | 세이부      | 2           |
| 포수        | 다미야 유아※        | 닛폰햄      | 첫 출장     |
| 포수        | 사토 도시야         | 지바 롯데   | 첫 출장     |
| 1루수       | A. 마르티네즈       | 닛폰햄      | 2           |
| 1루수       | 야마카와 호타카※    | 소프트뱅크  | 5           |
| 2루수       | 가미카와바타 다이고 | 닛폰햄      | 첫 출장     |
| 2루수       | 도노사키 슈타※      | 세이부      | 3           |
| 3루수       | 군지 유야           | 닛폰햄      | 첫 출장     |
| 3루수       | 구리하라 료야※      | 소프트뱅크  | 3           |
| 유격수      | 미즈노 다쓰키       | 닛폰햄      | 첫 출장     |
| 유격수      | 겐다 소스케※        | 세이부      | 6           |
| 내야수      | 구레바야시 고타로   | 오릭스      | 2           |
| 내야수      | 오타 료▲            | 오릭스      | 첫 출장     |
| 내야수      | 스즈키 다이치▲      | 라쿠텐      | 6           |
| 외야수      | 만나미 추세이※      | 닛폰햄      | 2           |
| 외야수      | 곤도 겐스케※        | 소프트뱅크  | 6(2)        |
| 외야수      | 야나기타 유키※      | 소프트뱅크  | 10(2)       |
| 외야수      | 오카 히로미         | 지바 롯데   | 첫 출장     |
| 외야수      | 슈토 우쿄▲          | 소프트뱅크  | 첫 출장     |
| 외야수      | 다쓰미 료스케       | 라쿠텐      | 첫 출장     |
| 외야수      | 미즈타니 슌☆        | 닛폰햄      | 첫 출장     |
| 지명타자    | 나카무라 다케야     | 세이부      | 10(2)       |
| 지명타자    | G. 폴랑코※          | 지바 롯데   | 첫 출장     |

- 숫자는 출장 횟수를 뜻하며 괄호 안에 있는 숫자는 상기 횟수 가운데 부상 때문에 출전하지 못한 횟수.
- 또한 사퇴 선수는 야구 협약 86조에 따라 올스타전 종료 후 후반기 시작 시점부터 10경기 동안 선수 등록을 할 수 없다. 단, 등록 말소 중인 선수는 말소 기간 중 경기 수를 10경기로부터 차감된다.

1. ↑  왼쪽 제6 늑골 피로 골절 때문에 출전을 포기했으며 쓰쓰고를 대체할 선수로서 오스틴이 선출됐다.[3]
2. ↑  오른발 관절 외측 인대 손상 때문에 출전을 포기했으며 미즈노를 대체할 선수로서 마차도가 선출됐다.[3]
3. ↑  오른발 관절통 때문에 출전을 포기했으며 오타를 대체할 선수로서 스즈키가 선출됐다.[4]
4. ↑  우측 반건양근건 손상 때문에 출전을 포기했으며 야나기타를 대체할 선수로서 슈토가 선출됐다.[5]
5. ↑  오른손 관절염 때문에 출전을 포기했으며 나카무라를 대체할 선수로서 오타가 선출됐다.[3]

## 올스타전 경기 결과

### 1차전

#### 스코어
| 팀 | 1 | 2 | 3 | 4 | 5 | 6 | 7 | 8 | 9 | R  | H  | E |
| 센트럴 | 0 | 9 | 0 | 2 | 0 | 0 | 0 | 0 | 0 | 11 | 17 | 1 |
| 퍼시픽 | 0 | 1 | 0 | 0 | 0 | 1 | 0 | 4 | 0 | 6  | 16 | 0 |
| 승리 투수: 사이키 히로토(한신) 패전 투수: 야마사키 사치야(닛폰햄) 홈런: 센트럴 – 마루 요시히로(요미우리·2회 2점), 마키 슈고(DeNA·2회 1점, 4회 2점), 무라카미 무네타카(야쿠르트·2회 2점) 퍼시픽 – 오카 히로미(지바 롯데·2회 1점), 야마카와 호타카(소프트뱅크·8회 3점) |   |   |   |   |   |   |   |   |   |    |    |   |

#### 출장 선수
| 센트럴 | 센트럴 | 센트럴            |
| 타순   | 수비   | 선수              |
| ------ | ------ | ----------------- |
| 1      | (중)   | 지카모토 고지     |
| 2      | (우)   | 마루 요시히로     |
| 3      | (二)   | 마키 슈고         |
| 4      | (一)   | 오카모토 가즈마   |
| 5      | (三)   | 무라카미 무네타카 |
| 6      | (지)   | T. 오스틴         |
| 7      | (좌)   | 호소카와 세이야   |
| 8      | (유)   | 고조노 가이토     |
| 9      | (포)   | 야마모토 유다이   |
|        | (투)   | 사이키 히로토     |

| 퍼시픽 | 퍼시픽 | 퍼시픽              |
| 타순   | 수비   | 선수                |
| ------ | ------ | ------------------- |
| 1      | (우)   | 미즈타니 슌         |
| 2      | (지)   | 야마사키 사치야     |
| 3      | (좌)   | 곤도 겐스케         |
| 4      | (중)   | 만나미 추세이       |
| 5      | (二)   | 다미야 유아         |
| 6      | (三)   | 군지 유야           |
| 7      | (포)   | A. 마르티네즈       |
| 8      | (유)   | 가미카와바타 다이고 |
| 9      | (一)   | 오카 히로미         |
|        | (투)   | 야마사키 사치야     |

#### 수상 선수
MVP
- 마키 슈고(DeNA)

2회에 야마사키 사치야로부터 솔로 홈런, 4회에 에스피노자로부터 2점 홈런을 치는 등 2홈런 3타점의 맹활약을 보였다. DeNA 야수의 MVP 수상은 2016년 1차전에서의 쓰쓰고 요시토모 이후 8년 만이다.
감투 선수상
- 마루 요시히로(요미우리)

2회에 야마사키 사치야로부터 2점 홈런을 쳤는데 히로시마 시절이던 2016년 2차전 이후가 되는 홈런이다(요미우리 이적 후 처음). 요미우리 선수에 의한 올스타전에서의 홈런은 2017년 2차전의 고바야시 세이지 이후로 요미우리 선수의 감투상 수상은 전년도 2차전에서의 오카모토 가즈마 이후이다.
- 무라카미 무네타카(야쿠르트)

2회에 야마사키 사치야로부터 2점 홈런을 쳤는데 이는 올스타전에서의 첫 홈런을 기록했다.
- 야마카와 호타카(소프트뱅크)

8회에 구리바야시 료지로부터 3점 홈런을 치는 등의 맹활약을 보였다. 감투상 수상은 세이부 시절이던 2022년 1차전 이후로 소프트뱅크 이적 후 첫 수상의 영예를 안았다.
마이나비 드림상
- 무라카미 무네타카(야쿠르트)

### 2차전

#### 스코어
| 팀 | 1 | 2 | 3 | 4 | 5 | 6 | 7 | 8 | 9 | R  | H  | E |
| 퍼시픽 | 0 | 2 | 1 | 5 | 0 | 2 | 1 | 4 | 1 | 16 | 28 | 1 |
| 센트럴 | 0 | 4 | 0 | 1 | 3 | 0 | 0 | 1 | 1 | 10 | 16 | 1 |
| 승리 투수: 안드레스 마차도(오릭스) 패전 투수: 다카하시 히로토(주니치) 홈런: 퍼시픽 – 다쓰미 료스케(라쿠텐·2회 1점), 오카 히로미(지바 롯데·7회 1점), 구레바야시 고타로(오릭스·8회 2점) 센트럴 – 사카쿠라 쇼고(히로시마·2회 만루), 타일러 오스틴(DeNA·5회 2점), 무라카미 무네타카(야쿠르트·5회 1점) |   |   |   |   |   |   |   |   |   |    |    |   |

#### 출장 선수
| 퍼시픽 | 퍼시픽 | 퍼시픽          |
| 타순   | 수비   | 선수            |
| ------ | ------ | --------------- |
| 1      | (좌)   | 슈토 우쿄       |
| 2      | (우)   | 만나미 추세이   |
| 3      | (지)   | 곤도 겐스케     |
| 4      | (一)   | 야마카와 호타카 |
| 5      | (三)   | 구리하라 료야   |
| 6      | (중)   | 다쓰미 료스케   |
| 7      | (포)   | 사토 도시야     |
| 8      | (二)   | 도노사키 슈타   |
| 9      | (유)   | 겐다 소스케     |
|        | (투)   | 아리하라 고헤이 |

| 센트럴 | 센트럴 | 센트럴            |
| 타순   | 수비   | 선수              |
| ------ | ------ | ----------------- |
| 1      | (중)   | 아키야마 쇼고     |
| 2      | (二)   | 나카노 다쿠무     |
| 3      | (一)   | 오카모토 가즈마   |
| 4      | (三)   | 무라카미 무네타카 |
| 5      | (지)   | D. 산타나         |
| 6      | (좌)   | 마루 요시히로     |
| 7      | (유)   | 나가오카 히데키   |
| 8      | (우)   | 와타라이 류키     |
| 9      | (포)   | 사카쿠라 쇼고     |
|        | (투)   | 요시무라 고지로   |

#### 수상 선수
MVP
- 사토 도시야(지바 롯데)

6타수 5안타(이 중 2루타 3개) 2타점의 활약으로 2019년 2차전에서 지카모토 고지 이후 한 경기 5안타를 기록했다. 첫 번째 타석에서 단타, 세 번째 타석에서 3루타를 기록하고 있었지만 홈런이 나오지 않아 올스타전 역대 세 번째인 사이클링 히트를 기록하지 못했지만 올스타전에 첫 출전하면서 그 실력을 한껏 발휘했다. 지바 롯데 야수의 MVP 수상은 1987년 1차전의 다카자와 히데아키 이후 37년 만이다.
감투 선수상
- 곤도 겐스케(소프트뱅크)

6타수 5안타(이 중 2루타 2개) 2타점의 활약으로 한 경기 5안타를 기록했다.
- 다쓰미 료스케(라쿠텐)

2회에 요시무라로부터 선제 솔로, 동점이 된 상황에서 6회에 다카하시 히로토로부터 역전 적시타를 포함한 4타수 3안타 2타점 3득점의 활약을 보였다.
- 사카쿠라 쇼고(히로시마)

2회에 후지이로부터 한때 역전이 되는 만루 홈런을 날렸다. 올스타전에서의 만루 홈런은 1963년 2차전의 에노모토 기하치(당시 다이마이 소속), 1967년 3차전의 오스기 가쓰오(당시 도에이 소속) 이후 57년 만에 세 번째로 센트럴 리그의 선수로서는 처음이다.
마이나비 드림상
- 사카쿠라 쇼고(히로시마)

## 홈런 더비
|  | 예선              | 예선 |                   |      | 준결승      | 준결승 |                 |      | 결승 | 결승 |
|  |                   |      |                   |      |             |        |                 |      |      |      |
|  | 제1경기(7월 23일) |      |                   |      |             |        |                 |      |      |      |
|  |                   |      |                   |      |             |        |                 |      |      |      |
|  | 오카모토 가즈마   | 5    |                   |      |             |        |                 |      |      |      |
|  | 오카모토 가즈마   | 5    | 제3경기(7월 23일) |      |             |        |                 |      |      |      |
|  | 만나미 추세이     | 3    |                   |      |             |        |                 |      |      |      |
|  | 만나미 추세이     | 3    | 오카모토 가즈마   | 6(4) |             |        |                 |      |      |      |
|  | 제2경기(7월 23일) |      | 오카모토 가즈마   | 6(4) |             |        |                 |      |      |      |
|  |                   |      | 곤도 겐스케       | 6(5) |             |        |                 |      |      |      |
|  | 마키 슈고         | 3    | 곤도 겐스케       | 6(5) |             |        |                 |      |      |      |
|  | 마키 슈고         | 3    | 제7경기(7월 24일) |      |             |        |                 |      |      |      |
|  | 곤도 겐스케       | 4    |                   |      |             |        |                 |      |      |      |
|  | 곤도 겐스케       | 4    |                   |      | 곤도 겐스케 | 8(5)   |                 |      |      |      |
|  | 제4경기(7월 24일) |      |                   |      | 곤도 겐스케 | 8(5)   |                 |      |      |      |
|  |                   |      |                   |      |             |        | 야마카와 호타카 | 8(4) |      |      |
|  | 무라카미 무네타카 | 6    |                   |      |             |        | 야마카와 호타카 | 8(4) |      |      |
|  | 무라카미 무네타카 | 6    | 제6경기(7월 24일) |      |             |        |                 |      |      |      |
|  | A. 마르티네즈     | 7    |                   |      |             |        |                 |      |      |      |
|  | A. 마르티네즈     | 7    | A. 마르티네즈     | 4    |             |        |                 |      |      |      |
|  | 제5경기(7월 24일) |      | A. 마르티네즈     | 4    |             |        |                 |      |      |      |
|  |                   |      | 야마카와 호타카   | 5    |             |        |                 |      |      |      |
|  | 호소카와 세이야   | 4    | 야마카와 호타카   | 5    |             |        |                 |      |      |      |
|  | 호소카와 세이야   | 4    |                   |      |             |        |                 |      |      |      |
|  | 야마카와 호타카   | 5    |                   |      |             |        |                 |      |      |      |
|  | 야마카와 호타카   | 5    |                   |      |             |        |                 |      |      |      |

- 괄호 안은 연장전의 득점.

우승자
- 곤도 겐스케(소프트뱅크)[주 8]

## 기록

### 1차전
- 한 명의 투수에 의한 최다 실점·최다 자책점: 야마사키 사치야, 9 ※2011년 1차전에서 다케다 마사루가 기록한 이후 타이 기록
- 한 명의 투수에 의한 한 이닝 최다 실점·최다 자책점: 상동, 9(※신기록)
- 선발 투수가 지명 타자로 출장: 상동
- 투수의 대타: 도코다 히로키 ※역대 10명째(13번째) ※안타를 기록한 것은 역대 세 번째[10]
- 한 이닝 최다 득점: 2회초(센트럴 리그, 9득점)

### 2차전
- 한 경기 최다 득점: 퍼시픽 리그, 16득점
- 한 경기 최다 안타: 퍼시픽 리그, 28안타
- 양 팀 합계 최다 득점: 26득점(올스타전 역사상 유일하게 양 팀이 두 자릿수 득점을 달성)
- 양 팀 합계 최다 안타: 44안타
- 투수의 대주자: 구리바야시 료지 ※역대 7명째(8번째)
- 만루 홈런: 사카쿠라 쇼고 ※역대 3번째, 센트럴 리그 선수로는 최초
- 경기 시간 3시간 26분(9이닝으로 종료된 경기로서 올스타전 역대 최장 시간)

### 전체
- 두 경기 합계 최다 득점: 퍼시픽 리그, 22득점
- 두 경기 합계 최다 안타: 퍼시픽 리그, 44안타

## 주해
1. ↑  센트럴 리그 주최로는 16회째(첫 개최가 된 1963년 3차전은 퍼시픽 리그 주최(당시 주관 구단은 도에이 플라이어스<현: 홋카이도 닛폰햄 파이터스>).
2. ↑  지카모토는 그 경기에서 사이클링 히트를 달성했다. 지금까지는 지카모토 외에 로베르토 페타지니(2001년 2차전, 당시 야쿠르트)가 기록했다.
3. ↑  지카모토 외에도 후루타 아쓰야(1992년 2차전, 당시 야쿠르트)가 기록했다.
4. ↑  퍼시픽 리그 선수로는 첫 기록이며 이후에 사토도 기록했기 때문에 페타지니, 지카모토에 이은 세 번째이다(사토는 네 번째). 또 여러 선수에 의한 한 경기 5안타는 올스타전 사상 최초이다.
5. ↑  6타석 중 5번 출루(내역은 3안타 2볼넷. 이 경기에서의 출루율은 0.833)
6. ↑  당초에는 폴랑코가 출전할 예정이었으나 왼쪽 햄스트링 통증 때문에 사퇴(경기에는 출장)[6]하여 그 대신에 홈런 더비 출전자 팬 투표 결과에서 6위를 차지한 마르티네즈가 선출됐다.[7]
7. ↑  당초에는 나카무라 다케야가 출전할 예정이었으나 오른손 관절염 때문에 결장하여 그 대신에 홈런 더비 출전자 팬 투표 결과에서 5위를 차지한 야마카와가 선출됐다.[7]
8. ↑  결승까지 남은 곤도와 야마카와는 모두 타격 투수이자 팀 동료인 구리하라 료야를 지명했으며 구리하라는 전체 8경기와 연장전을 각각 던졌다. 특히 결승에서는 곤도와 야마카와에게 2분씩, 또한 연장전에서의 1분씩 총 6분간을 계속 던졌다.[8] 우승한 곤도는 구리하라를 격려해주면서 상금의 절반을 구리하라에게 건넸다고 한다.[9]

## 같이 보기
- 일본 프로 야구 올스타전